# علامة غولدشتاين في أصابع القدم
عَلاَمَة غولدشتاين في أَصابِعِ القَدَم هي علامةٌ طبية وصفها هيمان إسحاق غولدشتاين [الإنجليزية]، وهو طبيب أمريكي ومؤرخٌ للسير المرضية. تُشير العلامة إلى أنَّ المسافة الأكبر التي تفصل بين أكبر اثنين من أصابع القدم عند بعض الأشخاص الذين يُعانون من متلازمة داون أو متلازمة نقص اليود الخلقي (القماءة).